# Андерс Нільсен
Андерс Петер Нільсен (дан. Anders Peter Nielsen; 25 травня 1867, Орхус — 16 квітня 1950, Копенгаген) — данський стрілець, чемпіон, призер Літніх Олімпійських ігор і чемпіон світу 1930.

## Літні Олімпійські ігри 1900
На Літніх Олімпійських іграх 1900 в Парижі Нільсен взяв участь в змаганнях зі стрільби з гвинтівки. В одиночному змаганні він посів 11-те місце з 277 балами, з коліна розділив 2-гу позицію з 314 балами, отримав срібну медаль. В стрільбі лежачи зайняв 2-ге місце з 330 балами, виграв свою другу срібну медаль. В стрільбі з трьох положень, в якій всі здобуті бали сумуються, він зайняв друге місце, ставши тричі срібним призером Олімпійських ігор. В командному змаганні його команда посіла 4-те місце.

## Літні Олімпійські ігри 1912
На іграх 1912 в Стокгольмі Нільсен взяв участь в двох змаганнях — в стрільбі з гвинтівки з трьох положень на відстань 300 метрів він став 47-мим, а в стрільбі з пістолета на 50 метрів 50-тим.

## Літні Олімпійські ігри 1920
На іграх 1920 в Антверпені Нільсен взяв участь в чотирьох дисциплінах. Він став чемпіоном в командній стрільбі з армійської гвинтівки стоячи на 300 метрів. Також він посів сьоме місце в аналогічному індивідуальному змаганні, став четвертим в командній стрільбі з малокаліберної гвинтівки на 50 метрів і 11-тим в такому самому одиночному поєдинку.

## Літні Олімпійські ігри 1924
На іграх 1924 в Парижі Нільсен взяв участь в трьох змаганнях. Він став четвертим в стрільбі з малокаліберної гвинтівки лежачи на відстань 50 метрів, 4-тим в такому самому змаганні, але вже стоячи і серед команд. Посів 24 місце в змаганні зі стрільби з гвинтівки на 600 метрів і став шостим в командному змаганні зі стрільби з гвинтівки.

## Чемпіонати світу
Нільсен брав участь на чемпіонатах світу 1899, 1900, 1929 і 1930. Він отримав чотири срібні та три бронзові медалі. На останньому чемпіонаті він виграв чемпіонат по стрільбі з гвинтівки лежачи і серед команд.